# Xã Snow Hill, Quận Lincoln, Missouri
Xã Snow Hill (tiếng Anh: Snow Hill Township) là một xã thuộc quận Lincoln, tiểu bang Missouri, Hoa Kỳ. Năm 2010, dân số của xã này là 3.484 người.